# الجماعة المقاتلة التونسية
الجماعة المقاتلة التونسية جماعة إسلامية تتبنى الفكر "السلفي الجهادي"، ترتبط بتنظيم القاعدة. تأسست سنة 2000، وتطمح إلى إقامة دولة إسلامية في تونس.
وفقًا لمجلس الأمن التابع للأمم المتحدة، يُعتقد أن هذه الجماعة لديها خلايا إرهابية في كل من فرنسا وإيطاليا وبلجيكا ولوكسمبورغ وهولندا والمملكة المتحدة. بحلول عام 2010، بعد اعتقال مؤسسيها وغيابها عن الساحة، لم يعد واضحًا ما إذا كانت الجماعة لا تزال قائمة أم لا.

## النشأة والتأسيس
تأسّست الجماعة سنة 2000 على يد كل من أبو عياض التونسي وطارق معروفي، وذلك بالتنسيق مع تنظيم القاعدة. وقد سُجن أبو عياض التونسي في تونس بعد أن ألقي عليه القبض في تركيا في عام 2003 لكونه قائداً لمنظمة منتسبة إلى تنظيم القاعدة. وقد حددت الجماعة التونسية المقاتلة استراتيجيتها في اجتماع عقد في خوست بأفغانستان أعلنت الجماعة خلاله عزمها على تقديم الدعم لأسامة بن لادن.
ونظمت الجماعة التونسية المقاتلة أنشطة تجنيد متطوعين للتدريب في معسكرات ذات صلة بتنظيم القاعدة في أفغانستان. وخضع معظم أفراد هذه الجماعة للتدريب في أفغانستان قبل عودتهم إلى أوروبا.
وللجماعة التونسية المقاتلة صلات بالمُهاجِمَيْن التونسيين اللذين اغتالا في 9 سبتمبر 2001 أحمد شاه مسعود، وهو زعيم مناهض لحركة طالبان في أفغانستان. وقدم أفراد الجماعة التونسية المقاتلة أيضاً الدعم اللوجستي لجزائريين ينتمون إلى تنظيم القاعدة في بلاد المغرب الإسلامي.
وتنسِّق الجماعة التونسية المقاتلة مع عدد من الكيانات الأخرى في المغرب العربي، مثل الجماعة الإسلامية المقاتلة الليبية، والجماعة الإسلامية المغربية المقاتلة، وتنظيم القاعدة في بلاد المغرب الإسلامي.